# Wybranówka (Podhajczyki)
 Wybranówka (ukr.  Вибранівка) – dawna wieś, obecnie w granicach wsi Podhajczyki na Ukrainie, w obwodzie tarnopolskim, w rejonie tarnopolskim. Cała wieś jest zaorana.
Do 2020 w rejonie trembowelskim.

## Historia
Dawniej wieś, która w połowie XIX w. stanowiła odrębną w gminę jednostkową w Bezirk Trembowla Królestwa Galicji i Lodomerii (90 mieszkańców w 1854 roku). Następnie zniesiona i połączona w jedną gminę z Podhajczykami.
Obecnie jest to niezabudowana zachodnia część Podhajczyków.